# Гещалт терапия
Гещалттерапията се заражда в клиничната дейност на Фриц Пърлс в началото на 40-те години. Пърлс разглежда човека като единен организъм, интегриращ психичните, физическите, емоционалните и сетивни процеси, изразявани в настоящия момент. Тя е екзистенциален и феноменологичен подход, подчертаващ принципите на центрираното върху настоящия момент възприятие и непосредствения опит. Гещалттерапията е неаналитична и неинтерпретативна. Тя насърчава пациента да открие собствен смисъл, да поставя собствени цели и да прави собствени избори.
Според нея емоционалните разстройства се причиняват главно от:
- „трябва“ като нагласа към живота;
- обсебеност от мисли вместо от действия;
- отказ да се живее в настоящето и концентриране върху миналото или бъдещето;
- реформиране на себе си или другите вместо приемане на себе си такъв, какъвто си;
- отказ да се поеме отговорност за собствените решения.

Главните техники на гещалттерапията са: подпомагане на пациентите да съзнават напълно чувствата си тук и сега – да осъзнават повече процеса, отколкото съдържанието на живота; да се показва на пациентите как да отхвърлят когнитивните интерпретации и обяснение на трудностите си; дишане и работа с тялото; подпомагане на пациентите да постигат интеграция, тоест идентификация с всички свои жизнени функции и приемане на всички по-рано отчуждени части от себе си.